# Music for 18 Musicians
Music for 18 Musicians, appelée également 18, est une œuvre musicale de Steve Reich composée entre mai 1974 et avril 1976 pour un ensemble concertant de 18 musiciens. Cette œuvre est considérée à la fois comme l'une des pièces maîtresses du compositeur notamment de sa période dite de « minimalisme mature » et comme une œuvre essentielle de la musique contemporaine, en particulier de la musique minimaliste,.

## Historique

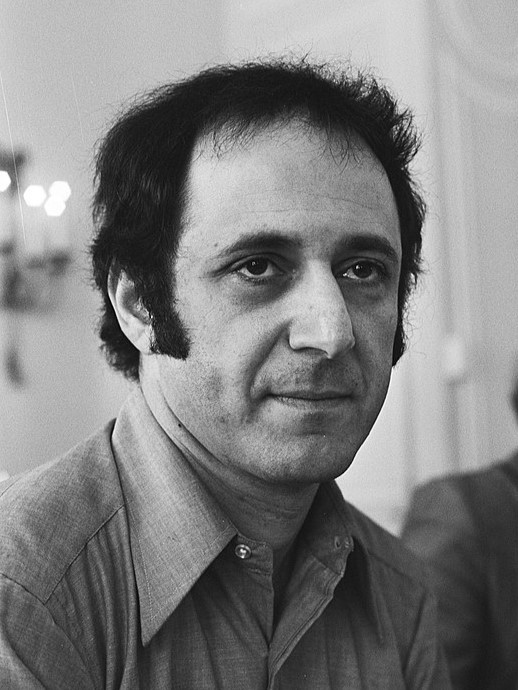
Steve Reich au Holland Festival en 1976.

Cette œuvre qui devait au départ s'intituler Music for 21 Musicians a été composée par Steve Reich après deux étés successifs passés à étudier la musique balinaise, et plus particulièrement le gamelan auprès de Bob Brown à Seattle. Elle marque, dans la carrière jusque-là relativement confidentielle du compositeur, la transition de ses premières recherches minimalistes vers une écriture harmonique modale s'articulant autour de « centres tonaux » clairement énoncés,. Steve Reich nota lui-même, en 1976, que pour cette œuvre il écrivit « davantage de mouvements harmoniques dans les cinq premières minutes de Music for 18 Musicians que dans toutes les autres œuvres terminées à ce jour »,.
Une première présentation de travail intitulée Work in Progress for 21 Musicians and Singers est donnée à The Kitchen, un lieu de création contemporaine de Chelsea à Manhattan, en mai 1975. La première mondiale de l'œuvre a lieu près d'un an plus tard, le 24 avril 1976 au Town Hall à New York. L'œuvre est ensuite donnée en Europe les 19 et 22 octobre 1976, à la salle Wagram à Paris, dans le cadre de la cinquième édition du Festival d'Automne, ainsi qu'au Metamusik Festival de Berlin en octobre de la même année. Elle est enregistrée pour la première fois pour Deutsche Grammophon, par l'ensemble Steve Reich and Musicians en 1976 dans un studio à Paris. Toutefois, Deutsche Grammophon doute de pouvoir commercialiser un disque avec succès et décide, sous l'impulsion de Bob Hurwitz qui est à la tête du label ECM, de transférer les bandes au label de jazz contemporain et de musiques expérimentales : ECM publie le disque en 1978 qui se vend à plus de 100 000 exemplaires la première année,. La pièce est également enregistrée dans les conditions du direct en 1977 lors d'un concert donné à The Kitchen à New York.
Durant près de deux ans, Steve Reich ne compose plus rien, parce qu'il a le sentiment de ne pas pouvoir dépasser les avancées formelles mises en place avec 18, qu'il ne souhaite pas se répéter, mais également parce qu'en tant que manager et directeur artistique de son ensemble il est excessivement pris par l'organisation des tournées internationales de présentation de ces œuvres. Il considère surtout que la « source d'inspiration est tarie » et qu'il se doit d'orienter ses recherches dans une autre direction. C'est à cette période qu'il commencera ses études sur la cantillation hébraïque (qui aboutiront en 1981 à la création de Tehillim) en séjournant notamment à Jérusalem durant l'année 1977 juste après la première de Music for 18 Musicians à Londres en janvier 1977. Cette période marque également le début de son retour au judaïsme et la tentation qu'il a eu alors de devenir rabbin. Devant honorer une commission d'un festival hollandais, il emprunte toutefois les techniques de 18 et de Music for Mallet Instruments, Voices, and Organ pour composer Music for a Large Ensemble (1978) avant de s'en écarter par la suite.
Pendant de nombreuses années et à de très rares exceptions, l'œuvre n'est jouée en concert que par l'ensemble de Steve Reich en raison de l'absence de partition réellement complète et annotée. Son exécution reposait en grande partie sur la transmission orale de certains passages, motifs, et techniques que seuls Steve Reich et les membres de son groupe pouvaient comprendre. Ce n'est qu'en 1997 que la partition de Music for 18 Musicians est finalement transcrite et annotée précisément par Marc Mellits, un étudiant de l'Université Cornell dont la thèse portait sur l'œuvre, puis revue par le compositeur pour être publiée chez Boosey & Hawkes Music Publishers. Ceci permet désormais une plus large diffusion internationale de l'œuvre et de nombreuses exécutions par divers ensembles, dont l'Ensemble Modern qui sera la première formation non liée à Reich à jouer et enregistrer l'œuvre.

## Structure

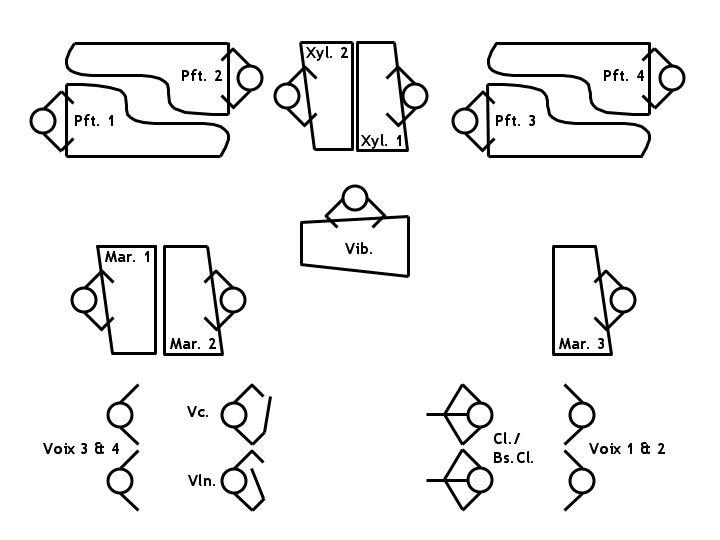
Disposition fortement recommandée par Steve Reich pour l'exécution de Music for 18 Musicians.

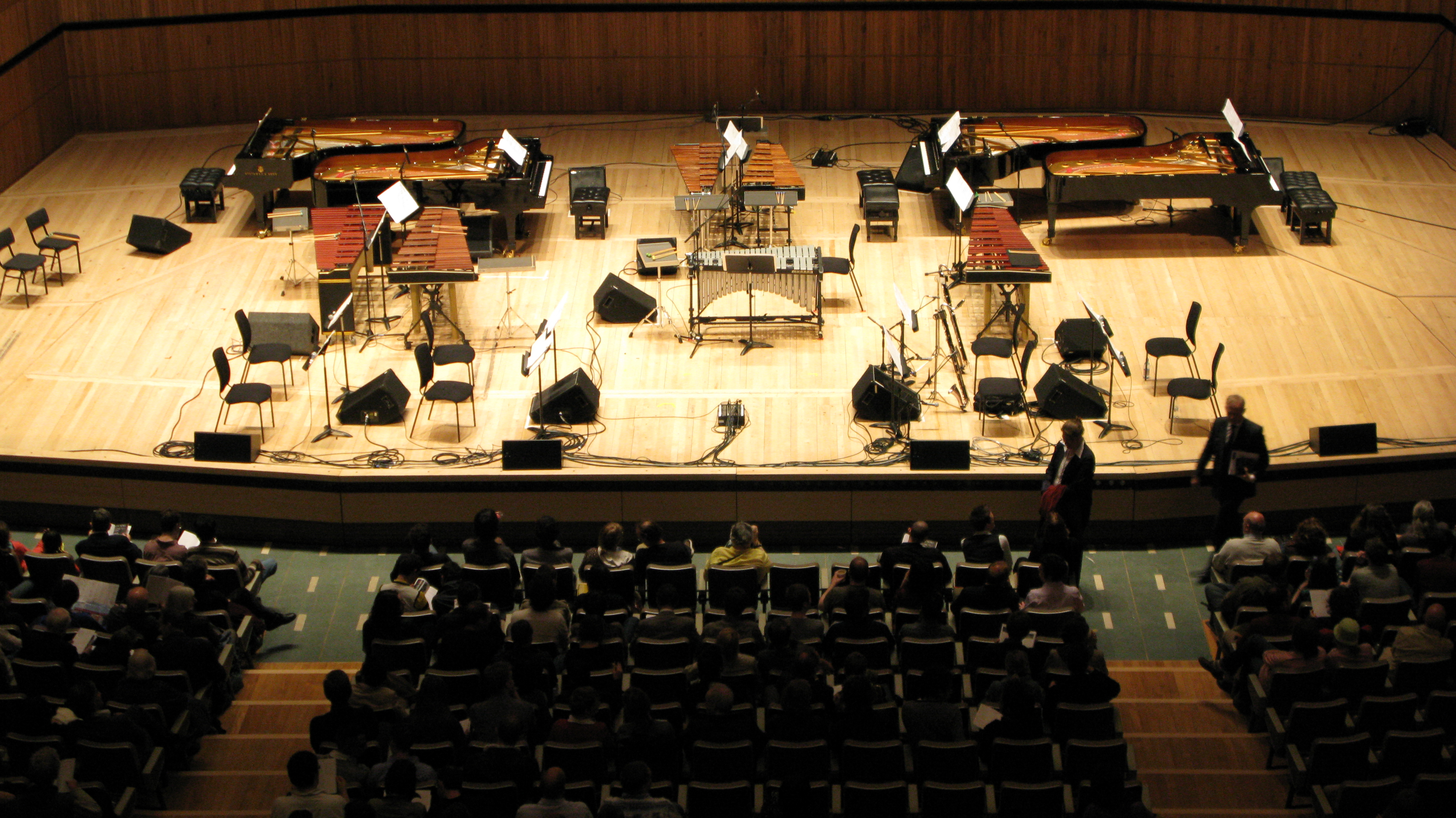
...et adoptée pour la plupart des exécutions

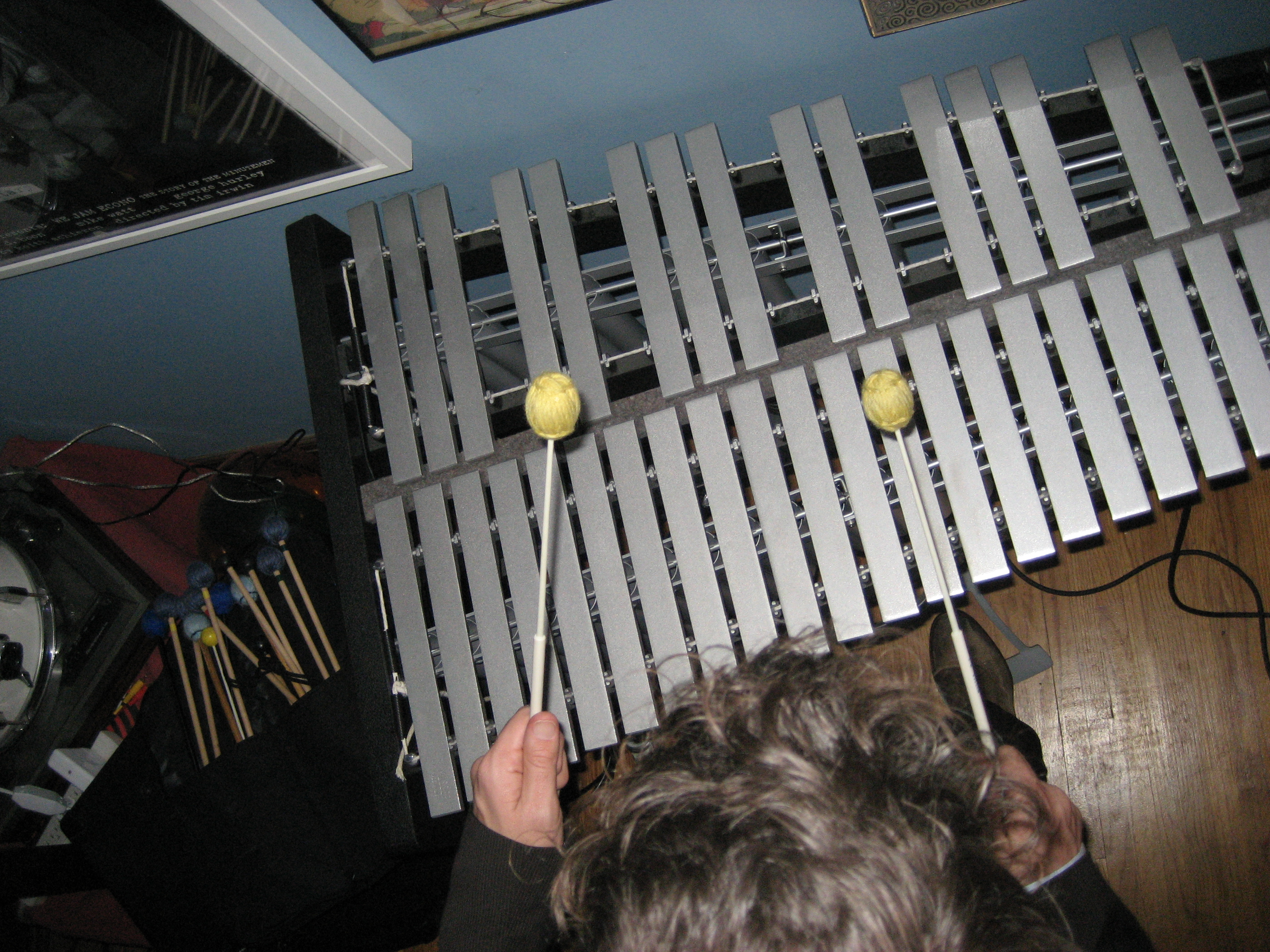
Le vibraphone, instrument central dans Music for 18 Musicians.

L'œuvre a été écrite pour un violon, un violoncelle, deux clarinettes jouant aussi la clarinette basse, quatre pianos, trois marimbas, deux xylophones, un vibraphone (ou métallophone), des maracas, et quatre voix féminines amplifiées. Le nombre de musiciens n'est pas fixé comme l'écrit Steve Reich sur l'en-tête de la partition et peut légèrement varier du fait de la nécessité du doublement de certaines parties. Il varie de 18 musiciens au minimum à 22 au maximum. Steve Reich, au sein du Steve Reich Ensemble, joue généralement une des partitions pour piano et marimba. Du fait du rôle central du vibraphone (qui selon les vœux du compositeur remplace le chef d'orchestre) et du premier clarinettiste dans les attaques des morceaux, Steve Reich suggère également fortement une disposition des instruments sur scène pour l'exécution publique.
L'œuvre se décompose en 14 parties (deux mouvements pulsatifs et 12 sections les modulant) :
1. Pulses ~5 min 30 s écouter Pulses et section I
2. Section I ~4 min
3. Section II ~5 min 15 s écouter
4. Section IIIA ~4 min écouter
5. Section IIIB ~3 min 45 s écouter
6. Section IV ~6 min 30 s écouter
7. Section V ~7 min écouter
8. Section VI ~5 min écouter
9. Section VII ~4 min 30 s écouter
10. Section VIII ~3 min 30 s écouter
11. Section IX ~5 min 30 s écouter
12. Section X ~2 min écouter section X et XI
13. Section XI ~5 min 45 s
14. Pulses ~6 min 15 s écouter

Music for 18 Musicians démarre sur une pulsation fondamentale qui sera tenue par les claviers (pianos, marimbas, xylophones, selon les sections) tout au long de l'œuvre, qui dure environ une heure. En réalité, cette pulsation est multiple, composée de différents motifs joués aux xylophones, aux violons, aux clarinettes et chantés par les voix. Pulse expose également l'ensemble des onze accords composants l'œuvre et qui seront déclinés individuellement dans chacune des douze sections (deux sections pour le troisième accord). Les différentes sections qui suivent font apparaître les phrases mélodiques des différents instruments et des voix. Les transitions sont assurées par un « appel » jouées au vibraphone, technique empruntée par Reich au gamelan, et qui ordonne ainsi l'ensemble de la pièce,. Le vibraphone, remplaçant le chef d'orchestre, permet non seulement aux musiciens d'assurer leurs transitions de manière coordonnée mais possède également une vocation pédagogique vis-à-vis de l'auditeur pour lequel cette longue pièce est ainsi plus facile à suivre. Certaines sections de la pièce ainsi que son architecture générale ont une structure classique ABCDCBA, commune chez le compositeur.

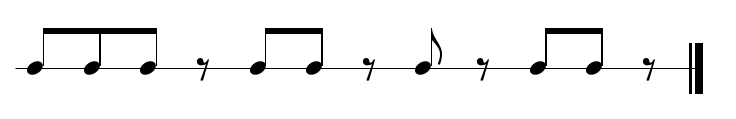
Le motif rythmique à 12/8 de Clapping Music qui est un des motifs de Music for 18 Musicians

Dans la section I, Reich expose un motif rythmique qui est en fait celui de Clapping Music, cellule en 12/8 qui constitue la matière rythmique principale de Music for 18 Musicians, et est utilisée sous diverses formes dans la plupart des sections de la pièce.

## Réception et influence

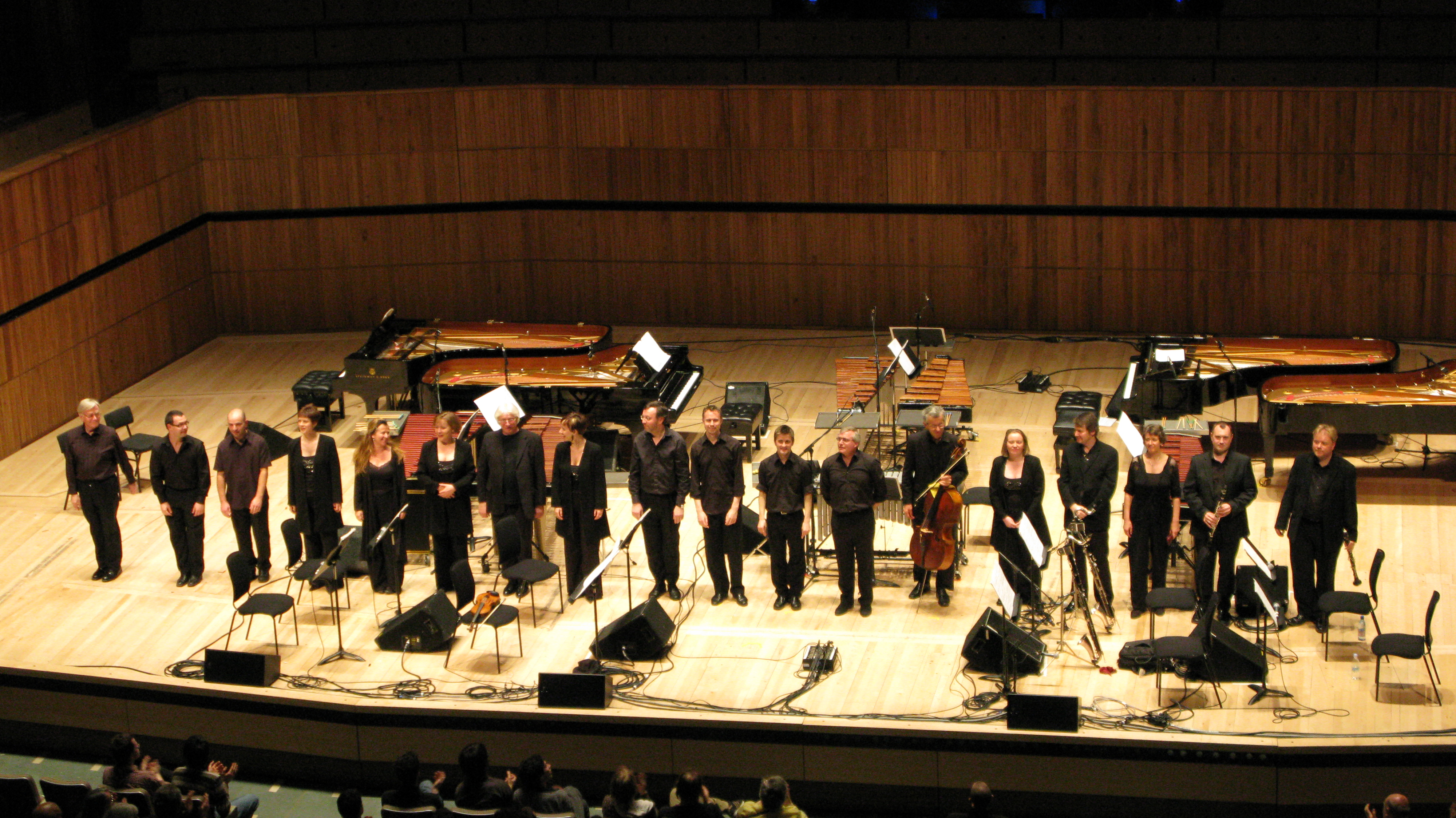
Concert de Music for 18 Musicians, par le London Sinfonietta, Royal Festival Hall, London, 28 avril 2008

Music for 18 Musicians a connu un succès très important, qui a fait connaître Steve Reich internationalement, et qui est allé au-delà du monde de la musique classique,. Le disque du label ECM sorti en 1978 s'est vendu à plus de 10 000 exemplaires ce qui pour ce type de musique est un réel succès, et certains concerts, par exemple en automne 1978 au club « The Bottom Line » à New York, affichaient complets. La pièce, qui reste près de 35 ans après sa création l'une des plus populaires et largement diffusées du compositeur, est toujours largement programmée dans les salles de concert internationales avec 30 dates par exemple en 2009.
L'œuvre a touché un auditoire différent du public traditionnel de la musique contemporaine, notamment grâce à la sortie sur le label ECM, un label de jazz et de musiques expérimentales, preuve qu'il existe un public plus large pour ce type de musique. La sortie du disque a aussi donné lieu à des critiques dans les magazines Rolling Stone et Billboard, plutôt consacrés à la musique populaire.
En 1999, le nouvel enregistrement de Music for 18 Musicians intitulé 18 — enregistré l'année précédente par le Steve Reich Ensemble — reçoit un Grammy Award.
L’œuvre est également suffisamment populaire pour être mentionnée dans des romans grand public, comme par exemple le roman de science-fiction New York 2140 de Kim Stanley Robinson.
.

### Utilisation dans l'art contemporain
Le ballet Rain de la chorégraphe belge Anne Teresa De Keersmaeker créé en 2001 est entièrement écrit sur Music for 18 Musicians. L'œuvre fut jouée de nombreuses fois en direct sur scène par l'Ensemble Ictus lors des premières représentations notamment. En 2011, ce ballet entre au répertoire du ballet de l'Opéra national de Paris et son interprétation est également confiée à Ictus.

### Utilisation au cinéma
Au début des années 1980, le groupe allemand Tangerine Dream s'est très fortement inspiré de cette œuvre[réf. souhaitée] pour composer la bande originale du film Risky Business (1983) de Paul Brickman.

## Discographie
- Music for 18 Musicians, par le Steve Reich and Musicians, ECM New Series 1129 (1978). Durée 56 min.
- Music for 18 Musicians, par le Steve Reich Ensemble, Nonesuch Records 79448 (1998). Durée 53 min.
- Music for 18 Musicians, par l'Ensemble Modern dirigé par Bradley Lubman, RCA Records (1999). Durée 57 min.
- Music for 18 Musicians (Live in Budapest), par l'Amadinda Percussion Group, Hungaroton (2004).
- Music for 18 Musicians, par le Grand Valley State University New Music Ensemble, Innova (2007). Durée 61 min.
- Music for 18 Musicians, par l'Ensemble Signal dirigé par Bradley Lubman, Harmonia Mundi (2015).
- Music for 18 Musicians, par l'Ensemble Links dirigé par Rémi Durupt, Kairos (2021)[20]. Durée 54 min.
- Steve Reich : Music For 18 Musicians, par Contrechamps & Eklekto Ensembles, Megadisc Classics (2021)